# 東条御厨
東条御厨（とうじょうのみくりや）は、安房国長狭郡にあった御厨。現在の千葉県鴨川市付近と推定される。
『吾妻鏡』寿永3年（1184年）5月3日条に東条御厨とみえ、源頼朝が伊勢神宮に寄進し、外宮権禰宜會賀生倫が給主となった。当地の平安時代における在地領主は長狭国造、あるいは忠常流上総氏の流れを汲む長狭氏であったが、治承4年（1180年）に長狭六郎常伴が討たれ、同族とされる東条秋則が代わって地頭となった。日蓮は、弘安2年（1279年）の書状（聖人御難事）に「安房国長狭郡之内東条の郷、今は郡也、天照大神の御くりや、右大将家の立て給いし日本第二のみくりや、今は日本第一なり」と記している。
なお、嘉慶2年（1388年）には円覚寺造営棟別銭が賦課されている。